# Gloria Martín Vivas
Gloria Martín Vivas (Barcelona, 12 de junio de 1952) es una abogada y política española, regidora del ayuntamiento de Barcelona y diputada al Congreso de los Diputados en la VI legislatura.

## Biografía
Licenciada en Derecho y graduada social, a la vez es militante del Partido Popular de Cataluña, partido con el cual ha sido regidora del ayuntamiento de Barcelona por el distrito de les Corts entre 1995-1999, y diputada por la provincia de Barcelona en las elecciones generales españolas de 2000. De 2000 a 2004 fue secretaria segunda de la Comisión no Permanente de valoración de los resultados obtenidos por Pacto de Toledo del Congreso de los Diputados.
A las elecciones municipales españolas de 2007 fue escogida nuevamente regidora del ayuntamiento de Barcelona y presidenta del consejo del Distrito de Les Corts. Fue reelegida en las elecciones municipales españolas de 2011 y también ha sido portavoz del Grupo Popular en la Comisión de Acción Social y Ciudadanía y miembro del Consejo Metropolitano de Medio ambiente y del Consejo Rector del Instituto Municipal de Personas con Discapacidad (IMD).